# جغرافيا فلسطين
تشير جغرافيا دولة فلسطين إلى الخصائص الجغرافية والمناخية وغيرها من الممتلكات للمناطق التي تطالب بها دولة فلسطين.

## المناطق الفيزيوغرافية
تضاريس قطاع غزة منبسطة أو متعرجة، مع كثبان رملية بالقرب من الساحل. أعلى نقطة هي أبو عودة عند 105 م (344 قدم) فوق مستوى سطح البحر.
تضاريس الضفة الغربية هي في الغالب مرتفعات وعرة ومقسمة، مع بعض النباتات في الغرب، لكنها قاحلة إلى حد ما في الشرق. يصل امتداد الارتفاع من منخفض على الشاطئ الشمالي للبحر الميت عند 429 م (1,407 قدم) تحت مستوى سطح البحر،[بحاجة لمصدر] إلى أعلى نقطة في جبل النبي يونس عند 1,030 م (3,380 قدم) فوق مستوى سطح البحر. منطقة الضفة الغربية غير ساحلية. المرتفعات هي منطقة التغذية الرئيسية لطبقات المياه الجوفية الساحلية في إسرائيل.

## الجيولوجيا
يتكون السهل الساحلي لغزة من كثبان رملية ورواسب رملية خصبة. باستثناء الحجر الرملي الجيري المسامي المسمى كركار باللغة العربية، فإنه لا توجد صخور أخرى في هذه المنطقة. في المقابل، تهيمن الجبال المنخفضة على الضفة الغربية: جبل جرزيم (881 م) والنبي صموئيل (890 م) وجبل المشارف (826 م). تتكون الصخور بشكل أساسي من رواسب بحرية (الحجر الجيري والدولوميت). تسمح مسامية هذه الصخور بتصفية المياه وصولاً إلى الطبقات غير المسامية، والتي توفر المياه للعديد من طبقات المياه الجوفية في المنطقة.

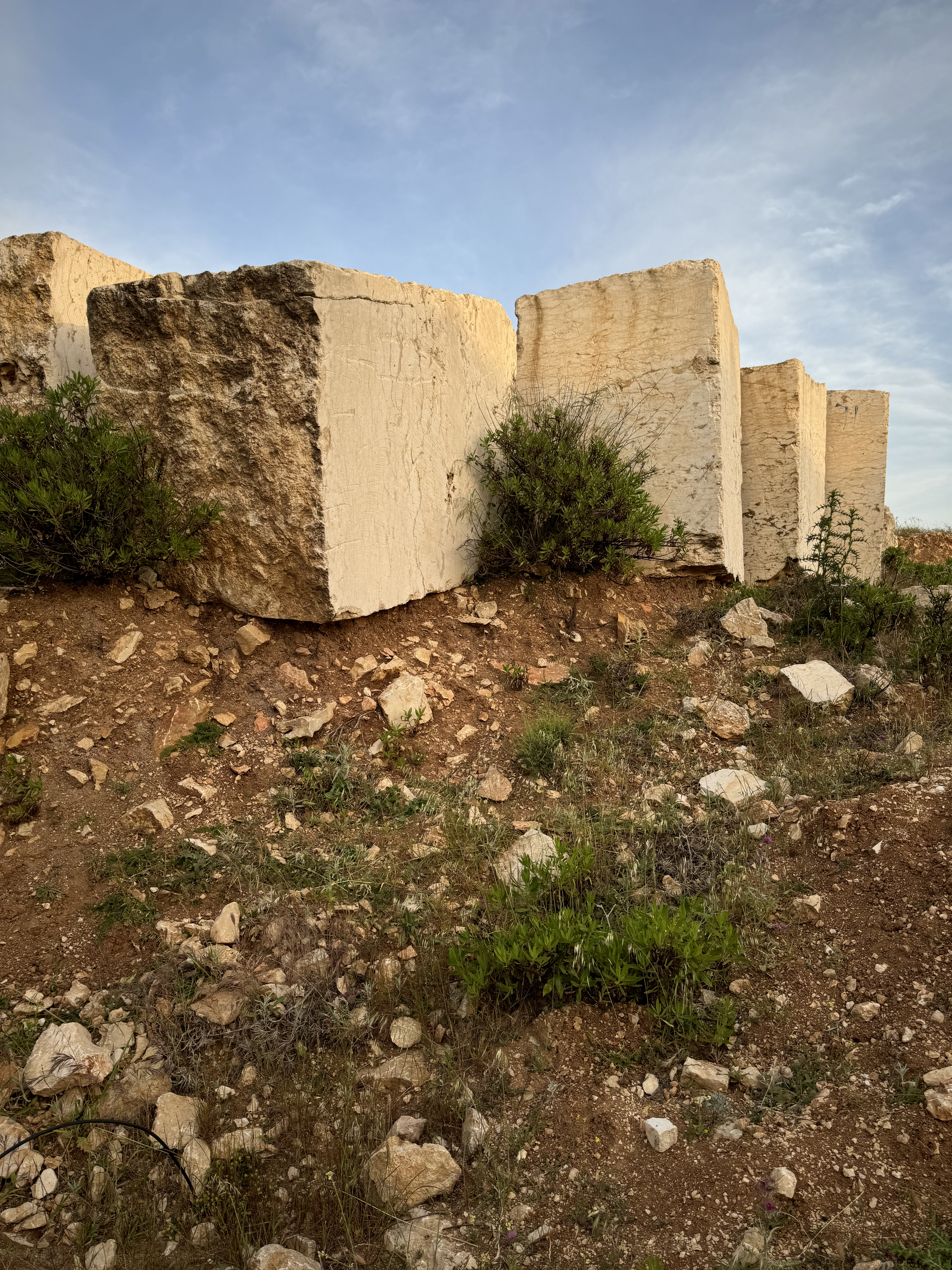
صخور فلسطين

### التكتونية والنشاط الزلزالي
يعد غور الأردن جزءًا من صدع البحر الميت، وهو استمرار للوادي المتصدع الكبير الذي يفصل الصفيحة الأفريقية عن الصفيحة العربية. يُعتقد أن الجزء بأكمله قد تمزق بشكل متكرر، على سبيل المثال خلال زلزال 749 ومرة أخرى في 1033. إن العجز في الفالق الذي تراكم منذ حدث 1033 كافٍ للتسبب في زلزال بقوة 4 إلى 7 على مقياس درجة العزم.
إن التصرف التكتوني لفلسطين على حافة صدع البحر الميت قد جعلها معرضة للزلازل المتكررة نسبيًا، والتي كان أكثرها تدميراً تلك التي حدثت في 31 قبل الميلاد، و 363، و 749، و 1033.

## الأنهار والبحيرات
نهر الأردن هو أكبر نهر في فلسطين، ويشكل الحد الشرقي للضفة الغربية، حتى يصب في البحر الميت. تشير إيكو بيس الشرق الأوسط إلى أنه من ناحية، يتم تحويل ما يصل إلى 96٪ من المياه العذبة للنهر من قبل إسرائيل والأردن وسوريا، بينما يتم تصريف كميات كبيرة من مياه الصرف الصحي غير المعالجة في النهر من ناحية أخرى.
البحر الميت هو أكبر المسطحات المائية في فلسطين، بينما يشكل وادي مرج صانور بحيرة موسمية.
يتدفق عدد من التيارات سريعة الزوال، باللغة العربية تسمى الوديان، إلى نهر الأردن أو البحر الميت عبر الضفة الغربية، بما في ذلك وادي المقلق ووادي الفارعة ووادي القلط. يتدفق البعض الآخر عبر إسرائيل ويصب في البحر الأبيض المتوسط، مثل نهر الخضيرة ووادي صقرير.

## المناخ

خريطة تصنيف كوبن للمناخ لدولة فلسطين

المناخ في الضفة الغربية متوسطي في الغالب، أبرد قليلاً في المناطق المرتفعة مقارنة بالساحل غرب المنطقة. في الشرق، تضم الضفة الغربية الكثير من صحراء برية الخليل، بما في ذلك الساحل الغربي للبحر الميت، الذي يتميز بمناخ جاف وحار.

تتمتع غزة بمناخ شبه قاحل (كوبن: BSh) مع شتاء معتدل وصيف حار جاف. يصل الربيع في الفترة ما بين مارس وأبريل، والأشهر الأكثر سخونة هي يوليو وأغسطس، بمتوسط درجة حرارة تبلغ 33 درجة مئوية (91 درجة فهرنهايت). أبرد شهر هو يناير مع درجة حرارة عادة عند 7 درجة مئوية (45 درجة فهرنهايت). الأمطار نادرة وتهطل عمومًا بين شهري نوفمبر ومارس، مع معدل سنوي للأمطار بنحو 4.57 بوصة (116 مـم).
| البيانات المناخية لـغزة           | البيانات المناخية لـغزة | البيانات المناخية لـغزة | البيانات المناخية لـغزة | البيانات المناخية لـغزة | البيانات المناخية لـغزة | البيانات المناخية لـغزة | البيانات المناخية لـغزة | البيانات المناخية لـغزة | البيانات المناخية لـغزة | البيانات المناخية لـغزة | البيانات المناخية لـغزة | البيانات المناخية لـغزة | البيانات المناخية لـغزة |
| الشهر                             | يناير                   | فبراير                  | مارس                    | أبريل                   | مايو                    | يونيو                   | يوليو                   | أغسطس                   | سبتمبر                  | أكتوبر                  | نوفمبر                  | ديسمبر                  | المعدل السنوي           |
| --------------------------------- | ----------------------- | ----------------------- | ----------------------- | ----------------------- | ----------------------- | ----------------------- | ----------------------- | ----------------------- | ----------------------- | ----------------------- | ----------------------- | ----------------------- | ----------------------- |
| متوسط درجة الحرارة الكبرى °م (°ف) | 17 (62)                 | 17 (63)                 | 20 (69)                 | 26 (78)                 | 29 (84)                 | 31 (89)                 | 33 (91)                 | 33 (91)                 | 31 (88)                 | 28 (83)                 | 24 (75)                 | 19 (65)                 | 26 (78)                 |
| متوسط درجة الحرارة الصغرى °م (°ف) | 7 (45)                  | 7 (45)                  | 9 (49)                  | 13 (55)                 | 15 (60)                 | 18 (65)                 | 20 (69)                 | 21 (70)                 | 19 (66)                 | 17 (62)                 | 12 (54)                 | 8 (47)                  | 14 (57)                 |
| الهطول مم (إنش)                   | 76 (3.0)                | 49 (1.9)                | 37 (1.5)                | 6 (0.2)                 | 3 (0.1)                 | 0 (0)                   | 0 (0)                   | 0 (0)                   | 0 (0)                   | 14 (0.6)                | 46 (1.8)                | 70 (2.8)                | 301 (11.9)              |
| المصدر: Weatherbase               |                         |                         |                         |                         |                         |                         |                         |                         |                         |                         |                         |                         |                         |

| البيانات المناخية لـأريحا         | البيانات المناخية لـأريحا | البيانات المناخية لـأريحا | البيانات المناخية لـأريحا | البيانات المناخية لـأريحا | البيانات المناخية لـأريحا | البيانات المناخية لـأريحا | البيانات المناخية لـأريحا | البيانات المناخية لـأريحا | البيانات المناخية لـأريحا | البيانات المناخية لـأريحا | البيانات المناخية لـأريحا | البيانات المناخية لـأريحا | البيانات المناخية لـأريحا |
| الشهر                             | يناير                     | فبراير                    | مارس                      | أبريل                     | مايو                      | يونيو                     | يوليو                     | أغسطس                     | سبتمبر                    | أكتوبر                    | نوفمبر                    | ديسمبر                    | المعدل السنوي             |
| --------------------------------- | ------------------------- | ------------------------- | ------------------------- | ------------------------- | ------------------------- | ------------------------- | ------------------------- | ------------------------- | ------------------------- | ------------------------- | ------------------------- | ------------------------- | ------------------------- |
| متوسط درجة الحرارة الكبرى °م (°ف) | 19.0 (66.2)               | 20.6 (69.1)               | 24.4 (75.9)               | 29.5 (85.1)               | 34.4 (93.9)               | 37.0 (98.6)               | 38.6 (101.5)              | 37.9 (100.2)              | 35.8 (96.4)               | 32.7 (90.9)               | 28.1 (82.6)               | 21.4 (70.5)               | 30.0 (86.0)               |
| المتوسط اليومي °م (°ف)            | 10.7 (51.3)               | 12.6 (54.7)               | 16.3 (61.3)               | 22.4 (72.3)               | 26.6 (79.9)               | 30.4 (86.7)               | 30.9 (87.6)               | 30.4 (86.7)               | 28.6 (83.5)               | 25.8 (78.4)               | 22.8 (73.0)               | 16.9 (62.4)               | 22.9 (73.2)               |
| متوسط درجة الحرارة الصغرى °م (°ف) | 4.4 (39.9)                | 5.9 (42.6)                | 9.6 (49.3)                | 13.6 (56.5)               | 18.2 (64.8)               | 20.2 (68.4)               | 21.9 (71.4)               | 21.1 (70.0)               | 20.5 (68.9)               | 17.6 (63.7)               | 16.6 (61.9)               | 11.6 (52.9)               | 15.1 (59.2)               |
| الهطول مم (إنش)                   | 59 (2.3)                  | 44 (1.7)                  | 20 (0.8)                  | 4 (0.2)                   | 1 (0.0)                   | 0 (0)                     | 0 (0)                     | 1 (0.0)                   | 2 (0.1)                   | 3 (0.1)                   | 5 (0.2)                   | 65 (2.6)                  | 204 (8.0)                 |
| متوسط الرطوبة النسبية (%)         | 77                        | 81                        | 74                        | 62                        | 49                        | 50                        | 51                        | 57                        | 52                        | 56                        | 54                        | 74                        | 61                        |
| ساعات سطوع الشمس الشهرية          | 189.1                     | 186.5                     | 244.9                     | 288.0                     | 362.7                     | 393.0                     | 418.5                     | 396.8                     | 336.0                     | 294.5                     | 249.0                     | 207.7                     | 3٬566٫7                   |
| ساعات سطوع الشمس اليومية          | 6.1                       | 6.6                       | 7.9                       | 9.6                       | 11.7                      | 13.1                      | 13.5                      | 12.8                      | 11.2                      | 9.5                       | 8.3                       | 6.7                       | 9.8                       |
| المصدر: Arab Meteorology Book     |                           |                           |                           |                           |                           |                           |                           |                           |                           |                           |                           |                           |                           |

| البيانات المناخية لـالقدس(1881–2007)                          | البيانات المناخية لـالقدس(1881–2007) | البيانات المناخية لـالقدس(1881–2007) | البيانات المناخية لـالقدس(1881–2007) | البيانات المناخية لـالقدس(1881–2007) | البيانات المناخية لـالقدس(1881–2007) | البيانات المناخية لـالقدس(1881–2007) | البيانات المناخية لـالقدس(1881–2007) | البيانات المناخية لـالقدس(1881–2007) | البيانات المناخية لـالقدس(1881–2007) | البيانات المناخية لـالقدس(1881–2007) | البيانات المناخية لـالقدس(1881–2007) | البيانات المناخية لـالقدس(1881–2007) | البيانات المناخية لـالقدس(1881–2007) |
| الشهر                                                         | يناير                                | فبراير                               | مارس                                 | أبريل                                | مايو                                 | يونيو                                | يوليو                                | أغسطس                                | سبتمبر                               | أكتوبر                               | نوفمبر                               | ديسمبر                               | المعدل السنوي                        |
| ------------------------------------------------------------- | ------------------------------------ | ------------------------------------ | ------------------------------------ | ------------------------------------ | ------------------------------------ | ------------------------------------ | ------------------------------------ | ------------------------------------ | ------------------------------------ | ------------------------------------ | ------------------------------------ | ------------------------------------ | ------------------------------------ |
| الدرجة القصوى °م (°ف)                                         | 23.4 (74.1)                          | 25.3 (77.5)                          | 27.6 (81.7)                          | 35.3 (95.5)                          | 37.2 (99.0)                          | 36.8 (98.2)                          | 40.6 (105.1)                         | 44.4 (111.9)                         | 37.8 (100.0)                         | 33.8 (92.8)                          | 29.4 (84.9)                          | 26.0 (78.8)                          | 44.4 (111.9)                         |
| متوسط درجة الحرارة الكبرى °م (°ف)                             | 11.8 (53.2)                          | 12.6 (54.7)                          | 15.4 (59.7)                          | 21.5 (70.7)                          | 25.3 (77.5)                          | 27.6 (81.7)                          | 29.0 (84.2)                          | 29.4 (84.9)                          | 28.2 (82.8)                          | 24.7 (76.5)                          | 18.8 (65.8)                          | 14.0 (57.2)                          | 21.5 (70.7)                          |
| المتوسط اليومي °م (°ف)                                        | 9.1 (48.4)                           | 9.5 (49.1)                           | 11.9 (53.4)                          | 17.1 (62.8)                          | 20.5 (68.9)                          | 22.7 (72.9)                          | 24.2 (75.6)                          | 24.5 (76.1)                          | 23.4 (74.1)                          | 20.7 (69.3)                          | 15.6 (60.1)                          | 11.2 (52.2)                          | 17.5 (63.6)                          |
| متوسط درجة الحرارة الصغرى °م (°ف)                             | 6.4 (43.5)                           | 6.4 (43.5)                           | 8.4 (47.1)                           | 12.6 (54.7)                          | 15.7 (60.3)                          | 17.8 (64.0)                          | 19.4 (66.9)                          | 19.5 (67.1)                          | 18.6 (65.5)                          | 16.6 (61.9)                          | 12.3 (54.1)                          | 8.4 (47.1)                           | 13.5 (56.3)                          |
| أدنى درجة حرارة °م (°ف)                                       | −6.7 (19.9)                          | −2.4 (27.7)                          | −0.3 (31.5)                          | 0.8 (33.4)                           | 7.6 (45.7)                           | 11.0 (51.8)                          | 14.6 (58.3)                          | 15.5 (59.9)                          | 13.2 (55.8)                          | 9.8 (49.6)                           | 1.8 (35.2)                           | 0.2 (32.4)                           | −6.7 (19.9)                          |
| معدل هطول الأمطار مم (إنش)                                    | 133.2 (5.24)                         | 118.3 (4.66)                         | 92.7 (3.65)                          | 24.5 (0.96)                          | 3.2 (0.13)                           | 0 (0)                                | 0 (0)                                | 0 (0)                                | 0.3 (0.01)                           | 15.4 (0.61)                          | 60.8 (2.39)                          | 105.7 (4.16)                         | 554.1 (21.81)                        |
| متوسط الأيام الممطرة                                          | 12.9                                 | 11.7                                 | 9.6                                  | 4.4                                  | 1.3                                  | 0                                    | 0                                    | 0                                    | 0.3                                  | 3.6                                  | 7.3                                  | 10.9                                 | 62.0                                 |
| متوسط الرطوبة النسبية (%)                                     | 61                                   | 59                                   | 52                                   | 39                                   | 35                                   | 37                                   | 40                                   | 40                                   | 40                                   | 42                                   | 48                                   | 56                                   | 46                                   |
| ساعات سطوع الشمس الشهرية                                      | 192.2                                | 243.6                                | 226.3                                | 267.0                                | 331.7                                | 381.0                                | 384.4                                | 365.8                                | 309.0                                | 275.9                                | 228.0                                | 192.2                                | 3٬397٫1                              |
| المصدر #1: خدمة الأرصاد الجوية الإسرائيلية                    |                                      |                                      |                                      |                                      |                                      |                                      |                                      |                                      |                                      |                                      |                                      |                                      |                                      |
| المصدر #2: مرصد هونغ كونغ ‏ للحصول على بيانات ساعات سطوع الشمس |                                      |                                      |                                      |                                      |                                      |                                      |                                      |                                      |                                      |                                      |                                      |                                      |                                      |

## الموارد الطبيعية
تشمل الموارد الطبيعية لفلسطين مستخلصات الطين من البحر الميت، مثل المغنيسيوم والبوتاس والبروم. ومع ذلك، فإن هذه الموارد تحتكرها المستوطنات الإسرائيلية. أفادت شبكة السياسات الفلسطينية "الشبكة" في عام 2015 أن القيمة المضافة التي كان من الممكن أن توفرها هذه الموارد الطبيعية للاقتصاد كانت 918 مليون دولار سنويًا.
كما تضم فلسطين العديد من حقول الغاز الغنية في المنطقة البحرية لقطاع غزة. ومع ذلك، فمنذ اكتشافها في عام 2000، لم يتم استغلالها، بسبب تقييد إسرائيل للمنطقة البحرية لغزة من 3 إلى 6 أميال بحرية قبالة الشاطئ كجزء من الحصار المفروض على قطاع غزة.

## البيئة
تعاني فلسطين من عدة مشاكل بيئية، وتشمل المشاكل التي تواجه قطاع غزة التصحر، وملوحة المياه العذبة، ومعالجة الصرف الصحي، والأمراض التي تنقلها المياه، وتدهور التربة؛ واستنزاف وتلوث موارد المياه الجوفية. في الضفة الغربية، تنطبق العديد من نفس المشاكل. على الرغم من وفرة المياه العذبة، إلا أن الوصول إليها مقيد بسبب الاحتلال المستمر لفلسطين.